# Opération frère cadet
Pour plus de détails, voir Fiche technique et Distribution.
Opération frère cadet (O.K. Connery) est un film italien réalisé par Alberto De Martino et sorti en 1967.
Dans cette parodie des films de James Bond, le personnage principal est interprété par Neil Connery, le propre frère cadet de Sir Sean Connery.

## Synopsis
Lorsqu'un agent légendaire des services secrets britanniques (SIS) est assassiné, un autre agent, Mlle Maxwell (Lois Maxwell), est envoyé à la recherche de la petite amie de celui-ci, Mlle Yashuko (Yashuko Yama), qui détient involontairement des informations précieuses. Maxwell découvre que Yashuko est confiée au Dr Neil Connery, un chirurgien esthétique qui utilise l'hypnotisme dans sa pratique. Yashuko est enlevée lors d'une conférence médicale à Monte-Carlo par Maya Rafis (Daniela Bianchi), dans le cadre d'un complot de M. Thayer (Adolfo Celi), nom de code Beta, de l'organisation terroriste THANATOS. Le commandant des services secrets, Cunningham (Bernard Lee), charge Connery de retrouver Mlle Yashuko.
Connery hypnotise une belle fille nommée Mildred (Agata Flori) à la recherche d'informations et découvre que Mlle Yashuko est située dans un château espagnol appartenant à Lotte Krayendorf (Ana María Noé). Connery sauve Mlle Yashuko et obtient des renseignements critiques. Cette information mène à la découverte du projet de THANATOS de construire un super aimant, suffisamment puissant pour éteindre tous les produits mécaniques de New York à Moscou. L'arme est en cours de montage dans une fabrique de tapis marocains, où tous les employés sont aveugles. Mlle Yashuko est assassinée par Mildred avant de révéler de nouvelles informations. Mildred est ensuite tuée par Juan (Franco Giacobini), assistant de Connery.
Après son arrivée au Maroc, Connery est invité par Maya Rafis à une fête organisée par M. Thayer. Lors de la réception, Connery découvre que M. Thayer envisage d’assassiner le chef de THANATOS, connu sous le nom d’Alpha (Anthony Dawson). Connery prévient Maya de sa découverte alors qu'elle le mène à l'usine de tapis. En entrant dans l’usine, Connery réalise qu’elle produit des brins d’uranium; la cécité des employés les empêche de découvrir leur rôle dangereux. Ensemble, Connery et Maya surveillent l’envoi d’uranium en Suisse, où M. Thayer, qui n’a pas réussi à assassiner Alpha, dirige le développement du puissant aimant. Ensemble, avec l'aide d'une équipe d'archers écossais (les armes à feu étant rendues inutilisables par l'aimant), Connery et Maya détruisent presque complètement THANATOS. Après l'achèvement de la mission, le commandant Cunningham commente à Connery: "O.K. Connery ! Tu étais presque meilleur que ton frère."

## Fiche technique
Sauf indication contraire, les informations mentionnées dans cette section peuvent être confirmées par la base de données cinématographiques IMDb,  présente dans la section « Liens externes ».
- Titre français : Opération frère cadet[2]
- Titre original italien : O.K. Connery[3]
- Titre anglais : O.K. Connery ou Operation Kid Brother (États-Unis[4])
- Réalisation : Alberto De Martino
- Scénario : Paolo Levi, Frank Walfer, Stanley Wright, Stefano Canzio
- Photographie : Giovanni Bergamini
- Montage : Otello Colangeli
- Musique : Ennio Morricone, Bruno Nicolai
- Société de production : Produzione D.S.
- Pays de production :  Italie
- Langue de tournage : italien
- Format : Mono - Couleur
- Genre : Comédie d'espionnage
- Durée : 105 minutes (1h45[3])
- Dates de sortie :
  - Italie : 20 avril 1967
  - France : 28 juin 1968[2]

## Distribution
- Neil Connery (VF : Jean-Claude Balard) : le Dr Neil Connery
- Daniela Bianchi (VF : Régine Blaess) : Maya Rafis
- Adolfo Celi (VF : Duncan Elliott) : Mr. Thai (Thayer en VO) dit Beta
- Agata Flori (VF : Joëlle Janin) : Mildred
- Bernard Lee (VF : Serge Nadaud) : le commandant Cunningham
- Anthony Dawson (VF : Jean Martinelli) : Alpha
- Lois Maxwell (VF : Paule Emanuele) : Miss Maxwell
- Yachuko Yama : Yachuko
- Franco Giacobini (VF : Jacques Ferrière) : Juan
- Ana María Noé (VF : Paula Dehelly) : Lotte Krayendorf
- Guido Lollobrigida (it) (VF : Georges Atlas) : Kurt
- Francesco Tensi (VF : Michel Gudin) : le commissaire-priseur
- Antonio Gradoli : l'inspecteur Monte Carlo
- Mario Soria (VF : Georges Aubert (acteur)) : Gamma (non crédité)

## Autour du film
- Ce film est une parodie des films de la série James Bond, Bernard Lee et Lois Maxwell, qui interprètent respectivement les rôles d'M et de Miss Moneypenny dans la saga officielle 007, jouant ici des personnages similaires. Daniela Bianchi était la james bond girl dans Bons Baisers de Russie.  Idem concernant Adolfo Celi, qui est le méchant du film après avoir déjà campé celui d'Opération Tonnerre.